# Olympische Sommerspiele 2004/Leichtathletik – 4 × 100 m (Männer)
Die 4-mal-100-Meter-Staffel der Männer bei den Olympischen Spielen 2004 in Athen wurde am 27. und 28. August 2004 im Olympiastadion Athen ausgetragen. In sechzehn Staffeln nahmen 65 Athleten teil.
Olympiasieger wurde die Staffel Großbritanniens mit Jason Gardener, Darren Campbell, Marlon Devonish und Mark Lewis-Francis.
Sie siegte vor den Vereinigten Staaten in der Besetzung Shawn Crawford, Justin Gatlin (Finale), Coby Miller und Maurice Greene sowie dem im Vorlauf eingesetzten Darvis Patton.
Bronze gewann Nigeria (Olusoji Fasuba, Uchenna Emedolu, Aaron Egbele, Deji Aliu).
Auch der hier im Vorlauf eingesetzte US-Läufer erhielt eine Silbermedaille.
Die deutsche Staffel schied in der Vorrunde aus.

Staffeln aus der Schweiz, Österreich und Liechtenstein nahmen nicht teil.

## Aktuelle Titelträger
| Olympiasieger 2000                      | USA                 | 38,15 s | Sydney 2000        |
| Weltmeister 2003                        | USA                 | 38,06 s | Paris 2003         |
| Europameister 2002                      | Ukraine             | 38,53 s | München 2002       |
| Panamerikanischer Meister 2003          | Brasilien           | 38,44 s | Santo Domingo 2003 |
| Zentralamerika und Karibik-Meister 2003 | Trinidad und Tobago | 39,05 s | St. George’s 2003  |
| Südamerika-Meister 2003                 | Brasilien           | 38,96 s | Barquisimeto 2003  |
| Asienmeister 2003                       | Volksrepublik China | 39,22 s | Manila 2003        |
| Afrikameister 2004                      | Nigeria             | 38,91 s | Brazzaville 2004   |
| Ozeanienmeister 2002                    | Neuseeland          | 42,14 s | Christchurch 2002  |

## Rekorde

### Bestehende Rekorde
| Weltrekord         | 37,40 s | USA (Michael Marsh, Leroy Burrell, Dennis Mitchell, Carl Lewis) | Finale OS Barcelona, Spanien | 8. August 1992 |
| Olympischer Rekord | 37,40 s | USA (Michael Marsh, Leroy Burrell, Dennis Mitchell, Carl Lewis) | Finale OS Barcelona, Spanien | 8. August 1992 |

Der bestehende olympische Rekord, gleichzeitig Weltrekord, wurde bei diesen Spielen nicht erreicht. Im schnellsten Rennen, dem zweiten Halbfinale, verfehlte das Team des späteren Olympiazweiten aus den Vereinigten Staaten mit 38,02 s den Rekord um 62 Hundertstelsekunden.

### Rekordegalisierung
Es wurde ein Landesrekord egalisiert:

38,31 s – Trinidad und Tobago (Niconnor Alexander, Marc Burns, Ato Boldon, Darrel Brown), erster Vorlauf am 27. August

## Vorrunde
Insgesamt wurden zwei Vorläufe absolviert. Für das Finale qualifizierten sich pro Lauf die ersten drei Staffeln (hellblau unterlegt). Darüber hinaus kamen die zwei Zeitschnellsten, die sogenannten Lucky Loser (hellgrün unterlegt), weiter.
Anmerkung: Alle Zeitangaben sind auf Ortszeit Athen (UTC+2) bezogen.

### Vorlauf 1
27. August 2004, 20:10 Uhr
| Platz | Staffel             | Besetzung                                                         | Zeit (s) | Anmerkung |
| ----- | ------------------- | ----------------------------------------------------------------- | -------- | --------- |
| 1     | Nigeria             | Olusoji Fasuba Uchenna Emedolu Aaron Egbele Deji Aliu             | 38,27    |           |
| 2     | Polen               | Zbigniew Tulin Łukasz Chyła Marcin Jędrusiński Marcin Urbaś       | 38,47    |           |
| 3     | Australien          | Adam Basil Paul Di Bella Patrick Johnson Joshua Ross              | 38,49    |           |
| 4     | Trinidad und Tobago | Niconnor Alexander Marc Burns Ato Boldon Darrel Brown             | 38,53    | NRe       |
| 5     | Japan               | Hiroyasu Tsuchie Shingo Suetsugu Shinji Takahira Nobuharu Asahara | 38,53    |           |
| 6     | Deutschland         | Ronny Ostwald Tobias Unger Alexander Kosenkow Till Helmke         | 38,64    |           |
| 7     | Kanada              | Nicolas Macrozonaris Anson Henry Charles Allen Pierre Brown       | 38,64    |           |
| 8     | Russland            | Alexander Rjabow Oleg Sergejew Sergei Bytschkow Andrei Jepischin  | 39,19    |           |

### Vorlauf 2
27. August 2004, 20:19 Uhr
| Platz | Staffel        | Besetzung                                                           | Zeit (s) |
| ----- | -------------- | ------------------------------------------------------------------- | -------- |
| 1     | USA            | Shawn Crawford Darvis Patton (Vorlauf) Coby Miller Maurice Greene   | 38,02    |
| 2     | Großbritannien | Jason Gardener Darren Campbell Marlon Devonish Mark Lewis-Francis   | 38,53    |
| 3     | Brasilien      | Cláudio Roberto Souza Édson Ribeiro André da Silva Vicente de Lima  | 38,64    |
| 4     | Jamaika        | Dwight Thomas Patrick Jarrett Winston Smith Michael Frater          | 38,71    |
| 5     | Italien        | Marco Torrieri Simone Collio Massimiliano Donati Maurizio Checcucci | 38,79    |
| 6     | Ghana          | Christian Nsiah Tanko Braimah Aziz Zakari Leonard Myles-Mills       | 38,88    |
| 7     | Frankreich     | Issa-Aimé Nthépé Ronald Pognon Frédéric Krantz David Alerte         | 38,93    |
| DNF   | Niederlande    | Timothy Beck Troy Douglas Patrick van Balkom Caimin Douglas         |          |

## Finale
28. August 2004, 21:45 Uhr
| Platz | Staffel             | Besetzung                                                                                           | Zeit (s) |
| ----- | ------------------- | --------------------------------------------------------------------------------------------------- | -------- |
| 1     | Großbritannien      | Jason Gardener Darren Campbell Marlon Devonish Mark Lewis-Francis                                   | 38,07    |
| 2     | USA                 | Shawn Crawford Justin Gatlin (Finale) Coby Miller Maurice Greene im Vorlauf außerdem: Darvis Patton | 38,08    |
| 3     | Nigeria             | Olusoji Fasuba Uchenna Emedolu Aaron Egbele Deji Aliu                                               | 38,23    |
| 4     | Japan               | Hiroyasu Tsuchie Shingo Suetsugu Shinji Takahira Nobuharu Asahara                                   | 38,49    |
| 5     | Polen               | Zbigniew Tulin Łukasz Chyła Marcin Jędrusiński Marcin Urbaś                                         | 38,54    |
| 6     | Australien          | Adam Basil Paul Di Bella Patrick Johnson Joshua Ross                                                | 38,56    |
| 7     | Trinidad und Tobago | Niconnor Alexander Marc Burns Ato Boldon Darrel Brown                                               | 38,60    |
| 8     | Brasilien           | Cláudio Roberto Souza Édson Ribeiro André da Silva Vicente de Lima                                  | 38,67    |

Klar favorisiert auf den Olympiasieg war die Staffel der USA. In ihrem Team liefen die Goldmedaillengewinner über 100 und 200 Meter. Im 100-Meter-Einzelrennen hatten die US-Läufer die Ränge eins, drei und vier belegt, so etwas konnte kein anderes Team auch nur annähernd aufweisen. Anwärter auf die weiteren Medaillen waren eigentlich alle weiteren Mannschaften, vor allem aber Vizeweltmeister Brasilien und Nigeria als WM-Vierter. Die gerade im Team starken Niederländer, im letzten Jahr noch WM-Dritte, waren bereits im Vorlauf ausgeschieden.
Im Finale gab es nur eine Besetzungsänderung: Bei der US-Staffel lief Justin Gatlin für Darvis Patton.
Zunächst wechselten die US-Amerikaner in führender Position. Doch ihre zweite Stabübergabe klappte überhaupt nicht gut. Das Team blieb zwar im Rennen, hatte jedoch viel Boden verloren. So führte nach dem letzten Wechsel ganz überraschend die britische Staffel. Doch es war knapp, das Team aus Nigeria lag an zweiter, die US-Mannschaft an dritter Stelle. Der US-Schlussläufer Maurice Greene konnte dann zwar aufschließen, aber es reichte nicht mehr ganz. So gewann Großbritannien mit einer Hundertstelsekunde Vorsprung. Auf Platz drei folgte Nigeria vor Japan, Polen und Australien.

## Videolinks
- 2004 Athens Olympic Games Men's 4x100m Relay Final - Athletics, youtube.com, abgerufen am 16. Februar 2022
- 2004 Athens Olympics 4x100m Semi & Final - Athletics, youtube.com, abgerufen am 16. Februar 2022
- Team GB Win 4x100m Men's Relay Gold - Athens 2004 Olympics, youtube.com, abgerufen am 25. April 2018